# Биржанколь (село)
Биржанколь (каз. Біржанкөл) — село в Баянаульском районе Павлодарской области Казахстана. Входит в состав Кундыкольского сельского округа. Село Биржанколь расположено на берегу одноимённого озера примерно в 26 км к западу от Баянаула. Код КАТО — 553645300.

## Население
В 1999 году население села составляло 202 человека (100 мужчин и 102 женщины). По данным переписи 2009 года, в селе проживало 66 человек (41 мужчина и 25 женщин).